# خبره
خبره (فیروزآباد)، روستایی از توابع بخش میمند شهرستان فیروزآباد در استان فارس ایران است.

## جمعیت
این روستا در دهستان دادنجان قرار دارد و براساس سرشماری مرکز آمار ایران در سال ۱۳۸۵، جمعیت آن ۱۰۰ نفر (۲۲خانوار) بوده‌است.